# Thiufadi
Thiufadi era un alt càrrec militar visigot, però que no era comprès dins el grup social dels maiores o rics. El thiufadi era qui manava les unitats de l'exèrcit visigot (de mil homes) anomenades thiufas (vegeu Exèrcit visigot).
El segle vii el thiufadi va seguir essent un càrrec militar però les seves funcions ja no corresponien al comandament de mil homes (van existir uns milenarius, almenys sobre el paper) i ja no estan ben definides; en canvi va adquirir funcions judicials i de fet va substituir el deffensor, que abans tractava els judicis menors.